# Toshio Masuda
Toshio Masuda (jap. 増田 俊郎 Masuda Toshio; ur. 28 października 1959 w Tokio) – japoński kompozytor. Komponuje głównie muzykę do seriali anime.
Masuda jest głównie rozpoznawany jako kompozytor ścieżki dźwiękowej do anime Naruto, w której połączył tradycyjne japońskie instrumenty: shamisen i shakuhachi, z gitarą, bębnami, gitarą basową, pianinem i innymi instrumentami klawiszowymi. Ścieżka dźwiękowa do Naruto Shippuden, drugiej części Naruto, nie została skomponowana przez Masudę, ale przez Yasuharu Takanashiego.

## Twórczość

### Ścieżki dźwiękowe do anime
- Fatal Fury: Legend of the Hungry Wolf (1992)
- Excel Saga (1999)
- Jubei-chan (1999)
- Now and Then, Here and There (1999)
- Hand Maid May (2000)
- Daa! Daa! Daa! (2000)
- Mahoromatic (2001)
- Puni Puni Poemy (2001)
- Naruto (2001)
- Ai yori aoshi (2002)
- Jubei-chan 2 (2004)
- Mushishi (2005)
- Ghost Hunt (2006)